# Masaki Haruna
Masaki Haruna, också känd som Klaha är en japansk sångare och låtskrivare. Han var sångare i visual kei-bandet Malice Mizer mellan 2000 och 2001. Efter Malice Mizers upplösning i december 2001 påbörjade han en solokarriär.